# Antonio Lotti
Antonio Lotti, italijanski klasični skladatelj, pevec in organist, * 5. januar 1667, Benetke, † 5. januar 1740, Benetke.
Sprva je bil pevec, nato organist, nazadnje pa od leta 1736 do smrti maestro di cappella v stolnici svetega Marka v Benetkah.
Med njegovimi učenci so: Domenico Alberti, Benedetto Marcello, Baldassare Galuppi, Giuseppe Saratelli in Jan Dismas Zelenka.